# Jan Ferdynand Piasecki
Jan Ferdynand Piasecki herbu Gozdawa – sędzia buski w latach 1648-1651, pisarz buski w latach 1621-1638.
Był uczestnikiem popisu pospolitego ruszenia ziemi lwowskiej i powiatu żydaczowskiego w 1621 roku.